# Tính nhân loại
Tính nhân loại (tiếng Pháp: humanité) là những thuộc tính mang bản chất xã hội của loài người, được thể hiện trong nhân cách, năng lực, quan hệ, phẩm chất con người như tư duy, tưởng tượng, tình cảm, ý chí, hoạt động, nhân ái, dũng cảm, vị tha, xả thân,...
Tính nhân loại phản ánh nhu cầu và sự tất yếu cùng tồn tại của con người, xã hội người, thể hiện tính cộng đồng trong văn nghệ của các dân tộc. Tính nhân loại là một trong những thuộc tính bản chất của văn học, là bản chất nhân văn của văn học.

## Triết học
Về mặt triết học thì tính nhân loại là tính xã hội, mà cơ sở của nó là hoạt động sản xuất xã hội. Các tác phẩm của nhân loại đều gắn liền với hoạt động sản xuất xã hội ấy là làm cho con người có quan hệ tích cực với thế giới và với chính bản thân mình. Khả năng đối xử có tính người đối với thế giới và đối với người khác, khả năng lao động, giao tiếp với những người xung quanh, khả năng tư duy, có những tình cảm đạo đức và những cảm xúc thẩm mỹ – tất cả đều được hình thành trong thực tiễn lịch sử – xã hội, trong sự tham gia của con người vào hệ thống các quan hệ xã hội, vào hoạt động lao động sản xuất, vào quá trình sáng tạo văn hóa xã hội. Chính trong quá trình này, con người tự sáng tạo ra bản thân mình như là một xã hội và không ngừng thể hiện bản thân và tự hoàn thiện bản thân như những con người.
Khát vọng được "làm người", sống "cho ra con người", "thỏa mãn mọi nhu cầu tự nhiên của con người", dù biểu hiện lịch sử, xã hội có khác nhau vẫn là cái chung của toàn nhân loại, làm cho mọi người hiểu nhau, gần gũi nhau.
Lí luận Mác – Lê-nin phủ nhận thuyết tính người trừu tượng, phi lịch sử, nhưng không hề phủ nhận tính người, tính chủng loại người, tính nhân loại. Nếu như quan hệ sản xuất đối kháng trong xã hội có giai cấp có thể kìm hãm sự sản xuất xã hội nhưng không thể thủ tiêu nó, thì cũng vậy, tính giai cấp có thể làm đổi thay, phân hóa nhưng không thể loại trừ tính nhân loại.

## Văn học
Trong văn học, tính nhân loại thể hiện ở các chủ đề "vĩnh cửu" như sự sống, cái chết, tình bạn, tình yêu, thiên nhiên, văn hóa, tình cha mẹ, lòng hiếu thảo, sự trung thành, lòng vị tha, sự cô đơn,... ở các phạm trù thẩm mỹ như cái bi, cái hài, cái hùng, cái cao cả, cái đẹp; ở các hình thái nhân sinh như tình yêu và tội lỗi, tình và nghĩa, tội ác và trừng phạt, lầm lỡ và hối hận, đam mê và vỡ mộng, tự phụ và tự ti, tự do và nô lệ, sáng suốt và ngu muội, ...; các phạm trù đạo đức như thiện, ác, lương tâm, trách nhiệm, sự hổ thẹn, ... Tính nhân loại trong văn học đánh dấu sự ý thức và thức tỉnh của con người, tạo thành sức cộng hưởng lâu bền trong lòng người đọc của các thời đại khác nhau và giữa các dân tộc.